# Muna (Rõuge)
Muna – wieś w Estonii, w prowincji Võru, w gminie Rõuge.